# Zacarías González Velázquez
Zacarías González Velázquez – hiszpański malarz neoklasyczny.
Pochodził z rodziny o tradycjach artystycznych. Jego ojcem był malarz Antonio González Velázquez, a dziadkiem rzeźbiarz Pablo González Velázquez. Miał dwóch braci: architekta Isidro i malarza Castóra. Studiował w Królewskiej Akademii Sztuk Pięknych św. Ferdynanda w Madrycie, gdzie jego ojciec był dyrektorem. Był uczniem Mariana Salvadora Maelli.
Jego dzieła zdobiły pałac Prado i Pałac Królewski w Madrycie; większość z nich przedstawiała sceny mitologiczne. Malował również dzieła o tematyce religijnej i portrety. Współpracował z Królewską Manufakturą Tapiserii Santa Bárbara malując kartony do tapiserii – wzory do produkcji gobelinów. Pod kierunkiem Maelli realizował projekty o tematyce morskiej. Jego uczniem był Bartolomé Montalvo.